# Dervish
 For alternative betydninger, se Dervish (flertydig). (Se også artikler, som begynder med Dervish)
En dervish (fra persisk درویش Darvīsh via tyrkisk devşirme, som betyder «samling») er en person som lever et asketisk liv og har opnået tarika indenfor en sufi-orden eller alevisme. Dervish betyder «fattig» på samme måde som det arabiske ord fakir, og betegner ydmyghed og enkelhed i forholdet til Allah, ikke nødvendigvis materiel fattigdom.
Dervishernes livsstil kan i nogen grad sammenlignes med kristne tiggermunker og hinduistiske/buddhistiske/jainistiske sadhuer.